# Cicindelidia rufiventris
Cicindelidia rufiventris es una especie de escarabajo del género Cicindelidia, familia Carabidae. Fue descrita por Dejean en 1825.
Mide 9-12 mm. El abdomen, debajo de los élitros es rojo brillante. Habita suelos arcillosos. Se encuentra cerca de caminos de tierra. Vive uno o dos años. Se encuentra en México y este y centro de Estados Unidos.